# Torches (Foster the People)
Torches è l'album di debutto del gruppo musicale indie rock statunitense Foster the People, pubblicato il 24 giugno 2011 dall'etichetta discografica Startime International e distribuito dalla Columbia.
L'album contiene dieci tracce ed è stato anticipato dal singolo Pumped Up Kicks, che ha ottenuto un discreto successo internazionale. In concomitanza con la pubblicazione del disco è stato estratto un secondo singolo, Helena Beat.
Le dieci tracce dell'album sono state prodotte da Paul Epworth, Greg Kurstin, Rich Costey e Mark Foster, quest'ultimo frontman del gruppo, che ha scritto anche tutti i brani, talvolta in collaborazione con artisti come Paul Epworth e Zach Heiligman.
Nella versione in vendita su iTunes, è disponibile anche la bonus track Broken Jaw, mentre in un'altra versione speciale sono presenti le tracce bonus Love e Chin Music for Unsuspecting Hero.
Ha ottenuto un buon successo commerciale, entrando tra i primi dieci album più venduti delle classifiche di Stati Uniti, Canada e Australia. In particolare, ha raggiunto la vetta delle classifiche statunitensi Top Rock Albums e Top Modern Rock/Alternative Albums.

## Tracce

### Edizione Standard
CD (Columbia 88697744572 (Sony) / EAN 0886977445729)
1. Helena Beat – 4:36 (Mark Foster)
2. Pumped Up Kicks – 3:59 (Mark Foster)
3. Call It What You Want – 4:00 (Paul Epworth, Mark Foster)
4. Don't Stop (Color on the Walls) – 2:56 (Mark Foster)
5. Waste – 3:25 (Mark Foster)
6. I Would Do Anything for You – 3:35 (Mark Foster)
7. Houdini – 3:23 (Mark Foster)
8. Life on the Nickel – 3:36 (Paul Epworth, Mark Foster)
9. Miss You – 3:35 (Mark Foster, Zach Heiligman)
10. Warrant – 5:23 (Mark Foster)

Durata totale: 38:28

### Edizione decimo anniversario

#### CD
1. Helena Beat – 4:36 (Mark Foster)
2. Pumped Up Kicks – 3:59 (Mark Foster)
3. Call It What You Want – 4:00 (Paul Epworth, Mark Foster)
4. Don't Stop (Color on the Walls) – 2:56 (Mark Foster)
5. Waste – 3:25 (Mark Foster)
6. I Would Do Anything for You – 3:35 (Mark Foster)
7. Houdini – 3:23 (Mark Foster)
8. Life on the Nickel – 3:36 (Paul Epworth, Mark Foster)
9. Miss You – 3:35 (Mark Foster, Zach Heiligman)
10. Warrant – 5:23 (Mark Foster)
11. Broken Jaw – 5:36
12. Love – 3:41
13. Chin Music for the Unsuspecting Hero – 3:25
14. Ruby – 5:09
15. Downtown – 3:21
16. Pumped Up Kicks (The Knocks Speeding Bullet remix) – 4:39
17. Houdini (RAC remix) – 3:56
18. Helena Beat (Lenno extended remix) – 5:10
19. Call It What You Want (Treasure Fingers pre-party remix radio edit) – 3:41
20. Pumped Up Kicks (Gus Dapperton version) – 3:53

Durata totale: 80:59

## Classifiche
| Paese       | Posizione raggiunta |
| ----------- | ------------------- |
| Stati Uniti | 8                   |
| Australia   | 9                   |

## Formazione
- Mark Foster (voce, tastiere, pianoforte, sintetizzatori, chitarra, programmatore, percussioni)
- Mark Pontius (batteria e percussioni)
- Cubbie Fink (basso, seconda voce)